# Cymbopetalum abacophyllum
Cymbopetalum abacophyllum är en kirimojaväxtart som beskrevs av Nancy A. Murray. Cymbopetalum abacophyllum ingår i släktet Cymbopetalum, och familjen kirimojaväxter. Inga underarter finns listade i Catalogue of Life.